# Wieża Romantyczna w Wodzisławiu Śląskim
Baszta Rycerska w Wodzisławiu Śląskim (również zwana Wieżą Romantyczną) – neogotycka, około 20-metrowa zabytkowa baszta wybudowana w latach 1867-1868 w lesie miejskim na historycznym Grodzisku przez ówczesnego właściciela miasta, zagorzałego romantyka Edwarda Braunsa, który zmarł w 1881 roku, czyli 13 lat po jej wzniesieniu. 
W 1925 roku właścicielami baszty oraz przyległego terenu zostali Stefan Krzystek i Jan Kowol - wodzisławscy kupcy. Utworzyli z niej punkt widokowy oraz restaurację co wiązało się z jej kapitalnym remontem. Według ówczesnej księgi pamiątkowej wspięło się tam pierwszego dnia otwarcia aż 338 osób. Po 13 latach w 1938 roku baszta zaczęła popadać w ruinę, i tak było do 1991 roku kiedy staraniem Towarzystwa Miłośników Ziemi Wodzisławskiej basztę odrestaurowano.
Na wyremontowanej baszcie w 1991 r. utworzono punkt widokowy z lunetą, a na szczycie powiewały flagi Polski i TMZW. Na czterech poziomach obiektu mieściły się komnaty służące prezentacji prac lokalnych artystów i zabytków. Ponownie po 13 latach w czerwcu 2004 roku baszta została podpalona przez nieznanych sprawców i popadła w ruinę. 
W 2009 r. trwały spory własnościowe pomiędzy Nadleśnictwem, Starostwem Powiatowym oraz Miastem Wodzisław Śląski, kto ma finansować odbudowę zabytku. O jego remont apelowało Towarzystwo Miłośników Ziemi Wodzisławskiej. Ostatecznie sprawą remontu spalonego zabytku zajęło się miasto.
W 2012 r. zostały wyremontowane mury i elewacja zewnętrzna. Latem 2020 r. rozpoczęto kolejny etap rewitalizacji Baszty, która ma ponownie pełnić funkcję wieży widokowej. Prace ukończono w 2021.
Od 2021 roku punkt widokowy udostępniony jest dla zwiedzających dzięki renowacji baszty w ramach projektu „Silesianka” – szlak wież i platform widokowych w Euroregionie Silesia.